# Sejerslev-Ejerslev-Jørsby Kommune
Sejerslev-Ejerslev-Jørsby Kommune var en kommune i Morsø Nørre Herred i Thisted Amt.

## Administrativ historik
Kommunen blev dannet efter forordningen om oprettelse af et landkommunalvæsen blev vedtaget den 13. august 1841. Den eksisterede frem til kommunalreformen i 1970, hvor denne blev indlemmet i Morsø Kommune.

## Geografi
Kommunen dækkede over sognet Sejerslev og dennes annekser, Ejerslev Sogn og Jørsby Sogn. Kommunen havde i alt et areal på 33,83 km² (1896). Kommunen dækkede hovedparten af det nordligste Mors, som er en halvø. Mod sydvest grænsede kommunen mod Flade-Sønder Dråby Kommune og mod Limfjorden til resterende verdenshjørner, hhv. til Thisted Bredning mod vest og nordvest, og Feggesund mod nord. Kommunens højeste punkt er med sine 51 meter over havet Bavnehøj, der er beliggende 700 meter sydvest for Sejerslev.